# Microctenopoma damasi
Microctenopoma damasi là một loài cá thuộc họ Anabantidae. Nó được tìm thấy ở Cộng hòa Dân chủ Congo và Uganda. Môi trường sống tự nhiên của nó là các con sông.